# Jay Beagle
Jay Beagle, född 16 oktober 1985, är en kanadensisk professionell ishockeyspelare som spelar för Arizona Coyotes i NHL.
Han har tidigare spelat för Vancouver Canucks och Washington Capitals i NHL och Hershey Bears i AHL.

## Klubblagskarriär

### NHL

#### Washington Capitals
Beagle blev aldrig draftad av något lag, men har spelat 10 säsonger i NHL, alla med Washington Capitals. Han har gjort 116 poäng på 471 matcher under sin NHL-karriär och avslutade sin sejour med Capitals när han vann Stanley Cup med klubben 2018.

#### Vancouver Canucks
Beagle skrev som free agent på ett fyraårskontrakt värt 12 miljoner dollar med Vancouver Canucks den 1 juli 2018.